# Wehr und Wirtschaft
Wehr und Wirtschaft war laut ihrem Untertitel eine Monatsschrift für wirtschaftliche Fragen der Verteidigung, Luftfahrt und Industrie, titelte kurz auch englisch und französisch Defence and economics sowie Défense et économie. Tatsächlich erschien das in der Bundesrepublik Deutschland produzierte Periodikum, das insbesondere das Militär der Bundeswehr behandelte, jedoch nicht monatlich, sondern vierteljährlich. Nachdem Ort und Verlag anfangs wechselten, gab Gross-Talmon in München das unter der ISSN 0043-2113 erschienene Blatt heraus.
Beilagen von Wehr und Wirtschaft waren Roter Dienst, Grüner Dienst und Transport Management.

## Gleichnamige Periodika
1933 bis 1941 erschien in Berlin anfangs im Balmung-Verlag, dann im Verkehrs- und Wirtschaftsverlag die Zeitschrift Wehr und Wirtschaft. Seit 1982 erscheint das von der Deutschen Gesellschaft für Wehrtechnik e.V. herausgegebene Zeitschrift Wehr und Wirtschaft in München im Verlag von Bernard & Graefe.